# Església de l'Assumpció de Suera
L'església de l'Assumpció de Suera, dissenyada amb un estil de transició entre el barroc tardà classicista i l'academicisme neoclàssic, és un temple catòlic situat al centre del recinte històric de la població i seu d'una parròquia del bisbat de Sogorb-Castelló.
Des de l'erecció de la parròquia, aquesta ha estat dedicada a la Mare de Déu, sub invocatione Assumptionis Beatae Mariae Virginis, com era costum al S. XIII, però en uns períodes a la seua Nativitat i en altres a la seua Assumpció. El darrer canvi, mogut en plena acció pastoral en favor del dogma de l'Assumpció de Maria, és decretat pel bisbe de Tortosa Manuel Moll i Salord el 9 de novembre de 1950, als pocs dies d'haver estat aprovat aquest dogma per Pius XII, l'1 de novembre, per la constitució pastoral Munificentissimus Deus.
Aquest temple està qualificat com a Bé de Rellevància Local amb la categoria de Monument d'Interès Local.

## Història
A la segona meitat del segle xvi l'església estava a la part alta de la població, al recinte emmurallat conegut com el Castellet, per a servir a una feligresia de cristians vells, en oposició als altres indrets del terme, on predominaven els cristians nous o moriscos. A començaments del segle xvii es produeix l'expulsió dels moriscos, i el 1612, el duc de Sogorb, concedeix carta de poblament; i amb l'increment de la població es trasllada l'església, fora murs, al lloc que actualment ocupa l'Ajuntament.
A finals del segle xviii el temple existent resultava menut davant el creixement de la població, i a petició del poble, Carles III emet una Reial Ordre el 24 d'abril de 1772 decretant la construcció d'un nou temple, i atorgant el redelme de tots els fruits i ramats per a finançar l'obra. El mestre d'obres Pau Gonel, de Vilafermosa, dictamina el millor lloc per a construir la nova església i les característiques generals del temple. Es col·loca la primera pedra el 29 d'abril de 1773 i es beneeix l'església el 28 d'octubre de 1797.
Sense tenir cap certesa de l'autoria en el disseny i en la construcció del temple, la palpable influència de l'església de Sant Jaume de Vila-real, fa pensar en l'arquitecte Josep Cristóbal Ayora, com l'autor, ja que des de 1765 fins a 1779 estava treballant en Vila-real. Amb l'església de l'Assumpció de les Coves de Vinromà presenta similituds en les llunetes corbes de la volta, i amb l'església de Sant Cristòfol de Ribesalbes en el cos de les campanes de la torre campanar.
El pintor morellà Joaquim Oliet, en els darrers anys de la seua activitat pictòrica —entre 1830 i 1840—, decora al fresc les petxines del creuer.
Durant la Guerra Civil l'església fou saquejada i cremat el seu interior. En 1950 es pinta l'interior del temple i es netegen les pintures de Joaquim Oliet a les petxines del creuer. En 1954 es col·loca a la façana un retaule ceràmic commemorant el dogma de l'Assumpció i el record de l'any marià de 1954, realitzat pel pintor onder Manolo Safont. En 1982 es fa una restauració total del temple, destacant la renovació del paviment, la revisió de la teulada i la renovació de la cúpula del sagrari. Entre 2001 i 2002 es va restaurar el campanar i la façana, reconstruint el templet que remata el campanar que havia estat derruït el 1960 per amenaçar ruïna.

## Arquitectura

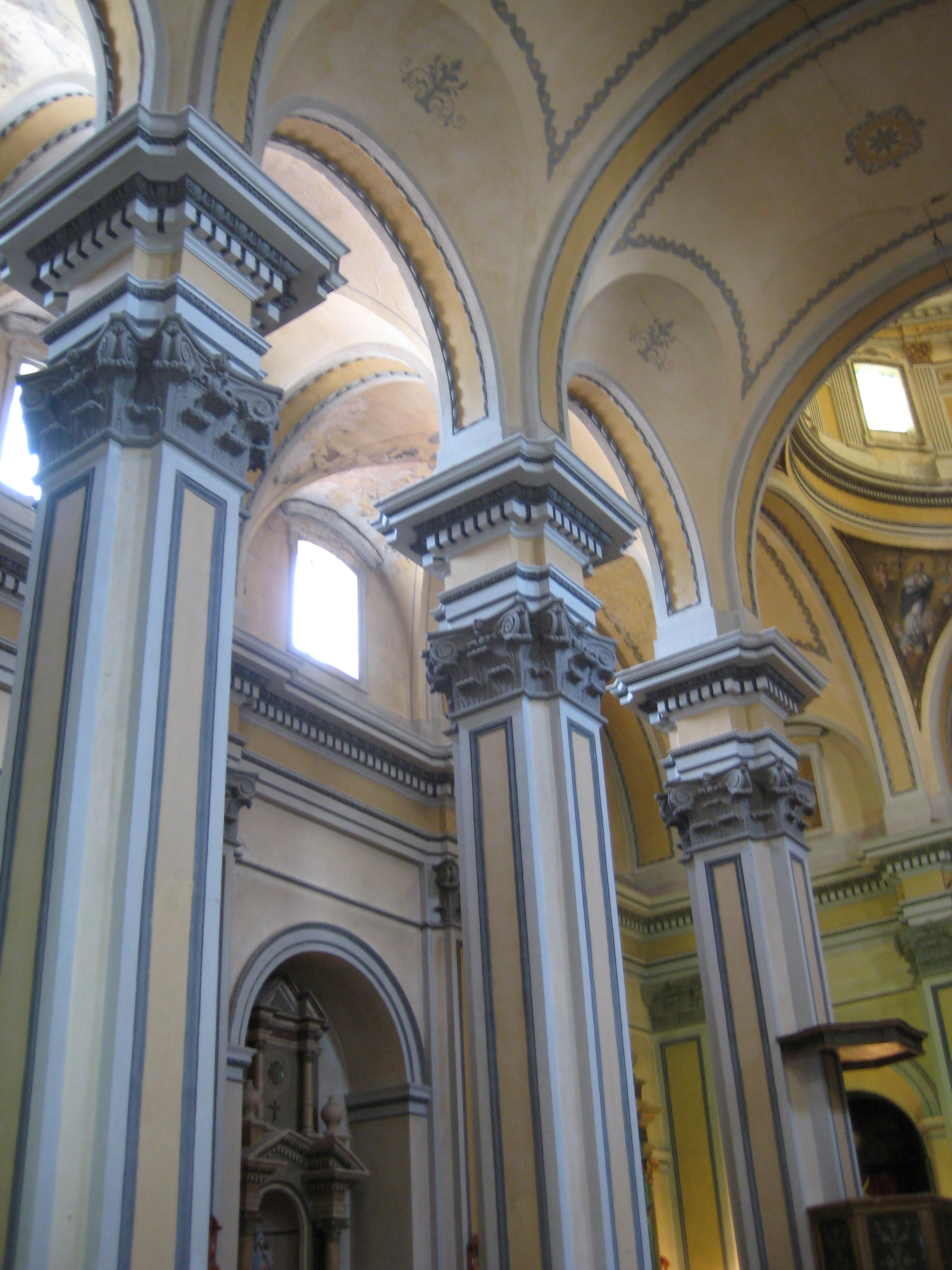
Interior

### Estructura
Església-saló de tres naus i quatre trams, creuer, i presbiteri amb capçalera plana rodejat per la sagristia, la capella de la Comunió i el transagrari. Les capelles laterals tenen poca fondària, formant capelles fornícula, entre les pilastres.
La nau central, més ampla, es cobreix per volta de canó amb llunetes corbes, i les laterals, amb volta de creueria en cada tram. En el creuer se situa una cúpula sobre tambor octagonal amb finestres en cada cara, sobre petxines. La sagristia i la capella de la Comunió segueixen l'amplària de les naus laterals, amb dos trams i capçalera plana, i es distingeixen en què els trams de la primera es cobreixen amb volta de creueria mentre en la segona el segon tram es cobreix mitjançant cúpula sobre tambor amb finestres en les cares.

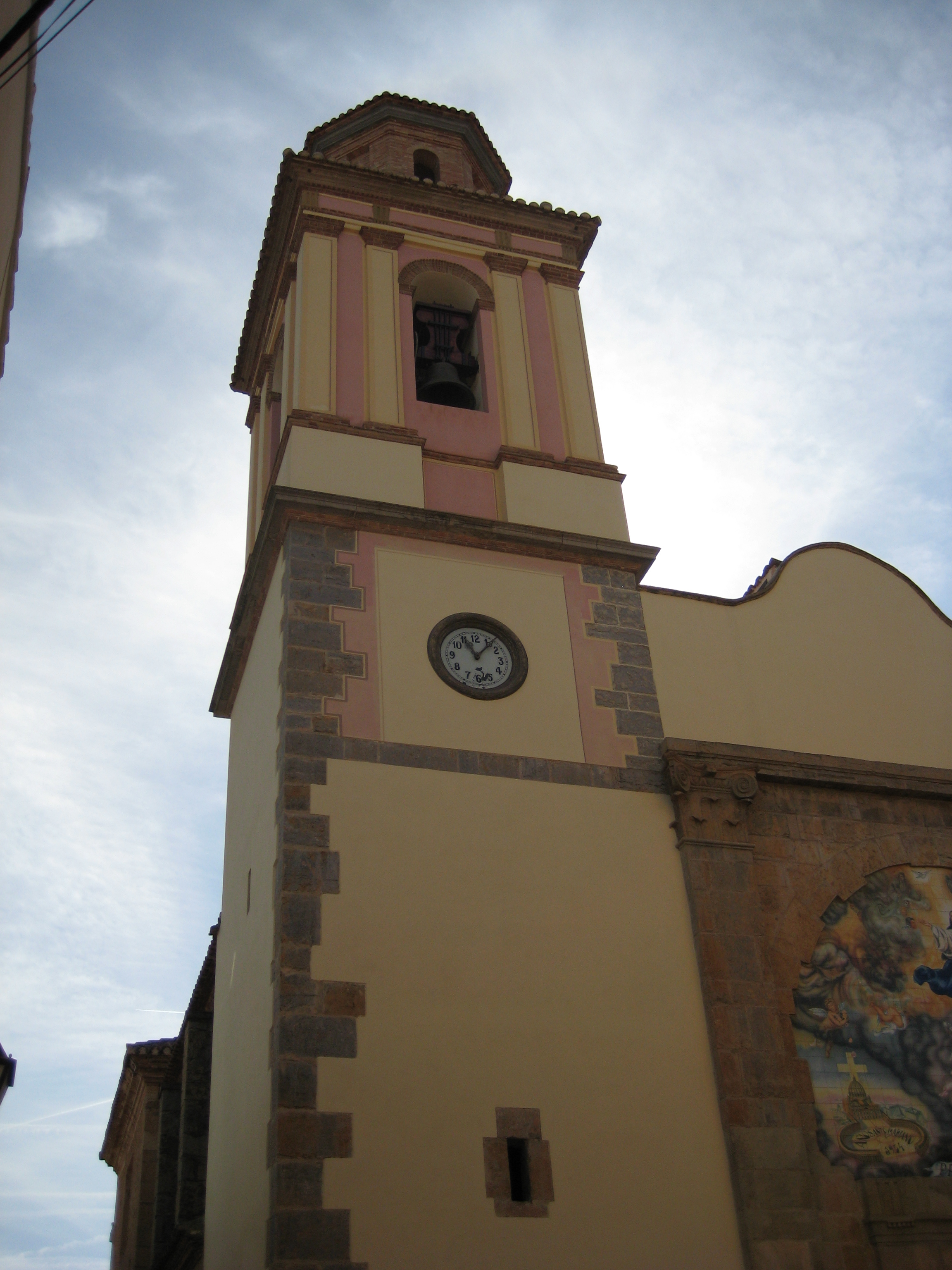
Torre campanar

L'espai interior s'articula mitjançant pilars i pilastres d'ordre compost, i sota la cornisa hi ha decoració de dentells. Els frescos de les petxines del creuer representen quatre escenes marianes: El misteri de la Immaculada Concepció, L'Anunciació de l'arcàngel, Presentació de Jesús al Temple i la Purificació de Maria i El misteri de l'Assumpció de Maria.

### Façana principal
La façana està centrada en dues pilastres compostes d'ordre gegant que suporten un arquitrau senzill. Per damunt, una cornisa mixtilínia amb poca relació amb la resta del frontis, predominantment rectilini, pot indicar una façana inacabada. Al centre, entre les pilastres, es troba la portada d'arc de llinda, amb una motllura perimetral ressaltada sobre la qual es carrega un entaulament amb un fris de tríglifs i gotes, i per damunt, un buit quasi circular, cobert per un retaule ceràmic de l'Assumpció de Maria.

### Torre campanar
La torre campanar, situada als peus de la nau, en el costat de l'Evangeli, està adossada a la façana. Té planta quadrangular, amb un cos massís on, en la part superior, està col·locat el rellotge, i el cos de les campanes, amb una obertura de mig punt en cada cara flanquejada per parelles de pilastres. Al damunt, un petit edicle octagonal amb obertures en cares alternes.